# Iepurele (Manet 1881)
Iepurele  este o pictură în ulei pe pânză din 1881 a pictorului francez Édouard Manet. Acum este expusă la National Museum Wales din Cardiff, Țara Galilor. Lucrarea reprezintă o natură moartă cu un iepure atârnat (lucrarea este uneori denumită Iepurele sălbatic) care a fost fixat pe un cârlig în afara ferestrei închise a casei.

## Origine
Iepurele a fost conceput ca unul din patru panouri decorative și a fost pictat la puțin timp după ce Manet a sugerat o serie de panouri pentru camera de ședințe de la Hôtel de Ville din Paris, deși nu a rezultat nimic din acest concept. Încheiată în 1881, când starea de sănătate a lui Manet era în declin, Iepurele a fost pictat în timp ce artistul petrecea lunile de vară la o vilă din Versailles. Pictura, care era una dintre perechile centrale ale unui set de patru panouri, făcea parte dintr-un nou ciclu de lucrări decorative întreprinse de Manet în timp ce se afla la Versailles. Celălalt panou central, împreună cu Iepurele conceput pentru a reprezenta trofeele de vânătoare, a fost Bufnița moartă, care din 2012 face parte din Colecția Bührle din Zürich. Panourile exterioare ilustrează, pe unul o viță de vie pe un spalier și pe celălalt un colț al unei grădini. Alte două imagini au fost grupate ca parte a aceluiași inventar din studioul său, în momentul morții lui Manet, a unei vaze de flori și a unei stropitori; dar, deși pot fi legate de același ciclu de lucrări, nu se crede că fac parte din setul de panouri legate de Iepurele.
Lucrarea a fost depusă inițial la Salonul din Paris în 1882, dar nu a fost acceptată. Aceasta a fost vândută după moartea lui Manet, ca parte a unei vânzări de studio dealerului de artă Paul Durand-Ruel. Ulterior a trecut în proprietatea firmei de artă din Paris, Bernheim-Jeune. În 1917, Iepurele a fost achiziționat de la Bernheim-Jeune de filantroapei galeze Gwendoline Davies, care în 1918 l-a expus la Victoria Art Gallery din Bath. La moartea lui Gwendoline, în 1951, a trimis colecția de lucrări impresioniste la National Museum Wales, printre care și Iepurele. Începând cu 2012, acesta poate fi văzut la National Museum Cardiff în galeria 11.

## Analiza
Iepurele este pictat într-un stil îndrăzneț și liber și este destinat să fie privit de la distanță. Acest lucru este în contrast puternic cu o lucrare anterioară a lui Manet, intitulată Iepurele (1866), care este realizată într-un stil mult mai tradițional francez de natură moartă. Această pictură anterioară, care este în stilul lui Chardin, este mult mai convențională și mai detaliată decât tabloul ulterior. Imaginea din 1881 este o lucrare mult mai întâmplătoare, cu pensule rapide și largi care sugerează diverse texturi, nu numai în blana animalului mort, ci și în perdelele din spatele ferestrei și la planta cățărătoare, ambele încadrând iepurele atârnat. Această din urmă lucrare este mult mai aproape de stilul impresionist.